# Partecipanti al Giro di Slovenia 2025
Elenco dei partecipanti al Giro di Slovenia 2025.
Il Giro di Slovenia 2025 è la trentunesima edizione della corsa. Alla competizione prendono parte diciannove squadre: quattro con licenza UCI World Tour 2025, dieci UCI ProTeam e cinque UCI Continental Team.
Accreditati alla partenza 132 ciclisti: (7 per squadra tranne la Jayco AlUla con 6), di cui solo 109 hanno terminato la competizione.

## Corridori per squadra
Nota: R ritirato, NP non partito, FT fuori tempo, SQ squalificato
| UAE Team Emirates XRG         | UAE Team Emirates XRG         | UAE Team Emirates XRG         | Team Jayco AlUla       | Team Jayco AlUla       | Team Jayco AlUla       | Bahrain Victorious         | Bahrain Victorious         | Bahrain Victorious         |
| ----------------------------- | ----------------------------- | ----------------------------- | ---------------------- | ---------------------- | ---------------------- | -------------------------- | -------------------------- | -------------------------- |
| N°                            | Ciclista                      | Clas.                         | N°                     | Ciclista               | Clas.                  | N°                         | Ciclista                   | Clas.                      |
| 1                             | Ivo Oliveira                  | 28°                           | 11                     | Luka Mezgec            | 101°                   | 21                         | Phil Bauhaus               | 63°                        |
| 2                             | Rui Oliveira                  | 62°                           | 12                     | Max Walscheid          | 96°                    | 22                         | Roman Ermakov              | 34°                        |
| 3                             | Alessandro Covi               | NP 3ª                         | 13                     | Robert Donaldson       | 73°                    | 23                         | Žak Eržen                  | 92°                        |
| 4                             | Felix Großschartner           | 2°                            | 14                     | Dylan Groenewegen      | 93°                    | 24                         | Rainer Kepplinger          | 32°                        |
| 5                             | Rune Herregodts               | 60°                           | 15                     | Jelte Krijnsen         | 72°                    | 25                         | Jacob Omrzel               | 4°                         |
| 6                             | Juan Sebastián Molano         | NP 4ª                         | 16                     | Elmar Reinders         | 95°                    | 26                         | Oliver Stockwell           | 89°                        |
| 7                             | António Morgado               | 41°                           |                        |                        |                        | 27                         | Vlad Van Mechelen          | 58°                        |
| Lidl-Trek                     | Lidl-Trek                     | Lidl-Trek                     | Equipo Kern Pharma     | Equipo Kern Pharma     | Equipo Kern Pharma     | Q36.5 Pro Cycling Team     | Q36.5 Pro Cycling Team     | Q36.5 Pro Cycling Team     |
| N°                            | Ciclista                      | Clas.                         | N°                     | Ciclista               | Clas.                  | N°                         | Ciclista                   | Clas.                      |
| 31                            | Andrea Bagioli                | 31°                           | 41                     | Urko Berrade           | 21°                    | 51                         | Matteo Badilatti           | 77°                        |
| 32                            | Tim Declercq                  | 51°                           | 42                     | Pablo Carrascosa       | 106°                   | 52                         | Sjoerd Bax                 | 35°                        |
| 33                            | Tao Geoghegan Hart            | 3°                            | 43                     | Iván Ramiro Sosa       | R 5ª                   | 53                         | Walter Calzoni             | 36°                        |
| 34                            | Sam Oomen                     | 25°                           | 44                     | Unai Iribar            | 17°                    | 54                         | Marcel Camprubí            | 29°                        |
| 35                            | Jacob Söderqvist              | R 5ª                          | 45                     | José Félix Parra       | 9°                     | 55                         | Fabio Christen             | 5°                         |
| 36                            | Juan Pedro López              | 12°                           | 46                     | Mikel Retegi           | 55°                    | 56                         | Nicolò Parisini            | 38°                        |
| 37                            | Tim Torn Teutenberg           | 47°                           | 47                     | Diego Uriarte          | 37°                    | 57                         | Harm Vanhoucke             | 103°                       |
| Team Polti VisitMalta         | Team Polti VisitMalta         | Team Polti VisitMalta         | Unibet Tietema Rockets | Unibet Tietema Rockets | Unibet Tietema Rockets | Uno-X Mobility             | Uno-X Mobility             | Uno-X Mobility             |
| N°                            | Ciclista                      | Clas.                         | N°                     | Ciclista               | Clas.                  | N°                         | Ciclista                   | Clas.                      |
| 61                            | Diego Sevilla                 | 33°                           | 71                     | Davide Bomboi          | R 5ª                   | 81                         | Carl-Frederik Bévort       | 78°                        |
| 62                            | Ludovico Crescioli            | 61°                           | 72                     | Giovanni Carboni       | 44°                    | 82                         | Simon Dalby                | NP 4ª                      |
| 63                            | Davide De Cassan              | 16°                           | 73                     | Owen Geleijn           | 52°                    | 83                         | Jonas Iversby Hvideberg    | 59°                        |
| 64                            | Germán Darío Gómez            | 30°                           | 74                     | Zeb Kyffin             | 84°                    | 84                         | Johannes Kulset            | 6°                         |
| 65                            | Fernando Tercero              | 40°                           | 75                     | Adrien Maire           | 23°                    | 85                         | Magnus Kulset              | 99°                        |
| 66                            | Samuele Zoccarato             | 26°                           | 76                     | Sebastian Nielsen      | R 5ª                   | 86                         | Sakarias Koller Løland     | 57°                        |
| 67                            | Manuel Peñalver               | R 5ª                          | 77                     | Killian Verschuren     | 14°                    | 87                         | Anders Halland Johannessen | 1°                         |
| VF Group-Bardiani CSF-Faizanè | VF Group-Bardiani CSF-Faizanè | VF Group-Bardiani CSF-Faizanè | Caja Rural-Seguros RGA | Caja Rural-Seguros RGA | Caja Rural-Seguros RGA | Solution Tech Vini Fantini | Solution Tech Vini Fantini | Solution Tech Vini Fantini |
| N°                            | Ciclista                      | Clas.                         | N°                     | Ciclista               | Clas.                  | N°                         | Ciclista                   | Clas.                      |
| 91                            | Luca Colnaghi                 | 56°                           | 101                    | Julen Arriola-Bengoa   | 80°                    | 111                        | Roberto González           | 45°                        |
| 92                            | Edward Cruz                   | 65°                           | 102                    | Calum Johnston         | 69°                    | 112                        | Luca Verrando              | R 4ª                       |
| 93                            | Luca Paletti                  | 18°                           | 103                    | Jan Castellon          | 7°                     | 113                        | Andrea Piras               | 50°                        |
| 94                            | Martin Santiago Herreño       | R 1ª                          | 104                    | Fernando Barceló       | 8°                     | 114                        | Lorenzo Quartucci          | 15°                        |
| 95                            | Vicente Rojas                 | 54°                           | 105                    | Sergi Darder           | 83°                    | 115                        | Dušan Rajović              | NP 3ª                      |
| 96                            | Matteo Scalco                 | 11°                           | 106                    | Samuel Fernández       | 42°                    | 116                        | Carlos Samudio             | 86°                        |
| 97                            | Alex Tolio                    | 10°                           | 107                    | Alex Molenaar          | 20°                    | 117                        | Kyrylo Tsarenko            | 48°                        |
| Burgos-Burpellet-BH           | Burgos-Burpellet-BH           | Burgos-Burpellet-BH           | Euskaltel-Euskadi      | Euskaltel-Euskadi      | Euskaltel-Euskadi      | Adria Mobil                | Adria Mobil                | Adria Mobil                |
| N°                            | Ciclista                      | Clas.                         | N°                     | Ciclista               | Clas.                  | N°                         | Ciclista                   | Clas.                      |
| 121                           | Eric Fagúndez                 | 19°                           | 131                    | Jon Agirre             | 22°                    | 141                        | Tilen Finkšt               | 76°                        |
| 122                           | Mario Aparicio                | 46°                           | 132                    | Márton Dina            | 24°                    | 142                        | Nejc Peterlin              | 97°                        |
| 123                           | Georgios Bouglas              | R 5ª                          | 133                    | Jordi López            | 39°                    | 143                        | Anže Skok                  | 75°                        |
| 124                           | David Delgado                 | 49°                           | 134                    | Xabier Isasa           | 91°                    | 144                        | Marcel Skok                | 105°                       |
| 125                           | José Manuel Díaz              | 13°                           | 135                    | Txomin Juaristi        | 74°                    | 145                        | Jaka Špoljar               | 108°                       |
| 126                           | Merhawi Kudus                 | 64°                           | 136                    | Iker Mintegi           | 66°                    | 146                        | Teo Pečnik                 | 81°                        |
| 127                           | Ander Okamika                 | 53°                           | 137                    | Danny van der Tuuk     | 87°                    | 147                        | Matic Žumer                | 94°                        |
| Pierre Baguette Cycling       | Pierre Baguette Cycling       | Pierre Baguette Cycling       | Benotti Berthold       | Benotti Berthold       | Benotti Berthold       | Factor Racing              | Factor Racing              | Factor Racing              |
| N°                            | Ciclista                      | Clas.                         | N°                     | Ciclista               | Clas.                  | N°                         | Ciclista                   | Clas.                      |
| 151                           | Martin Jurik                  | 107°                          | 161                    | Tobias Nolde           | R 5ª                   | 171                        | Adam Bradáč                | 88°                        |
| 152                           | Jan Faltynek                  | R 5ª                          | 162                    | Calvin Dik             | R 5ª                   | 172                        | Henrique da Silva Avancini | 27°                        |
| 153                           | Daniel Mlejnek                | R 5ª                          | 163                    | Albert Gathemann       | R 5ª                   | 173                        | Nejc Komac                 | 100°                       |
| 154                           | András Gusztáv Pakot          | 70°                           | 164                    | Jarno Grixa            | NP 5ª                  | 174                        | Jaka Marolt                | 90°                        |
| 155                           | Patrik Toman                  | NP 2ª                         | 165                    | Tim Gloßner            | 98°                    | 175                        | Sven Aleksander Mernik     | 43°                        |
| 156                           | Filip Saidl                   | R 5ª                          | 166                    | Patrick Reißig         | 85°                    | 176                        | Gal Oblak                  | 104°                       |
| 157                           | Kristián Vavro                | R 5ª                          | 167                    | Dominik Röber          | 68°                    | 177                        | Paul Wright                | 79°                        |
| Pogi Team Gusto Ljubljana     |                               |                               |                        |                        |                        |                            |                            |                            |
| N°                            | Ciclista                      | Clas.                         |                        |                        |                        |                            |                            |                            |
| 181                           | Alex Eaves                    | 102°                          |                        |                        |                        |                            |                            |                            |
| 182                           | Nicolas Gojković              | R 5ª                          |                        |                        |                        |                            |                            |                            |
| 183                           | Dan Andrej Tomšič             | 82°                           |                        |                        |                        |                            |                            |                            |
| 184                           | Jon Pritržnik                 | R 5ª                          |                        |                        |                        |                            |                            |                            |
| 185                           | Oliver Sims                   | 67°                           |                        |                        |                        |                            |                            |                            |
| 186                           | Mihael Štajnar                | 71°                           |                        |                        |                        |                            |                            |                            |
| 187                           | Ting Wei Li                   | 109°                          |                        |                        |                        |                            |                            |                            |

### Legenda
| Legenda      | Legenda | Legenda       | Legenda                                                  |
| ------------ | --- | ------------- | -------------------------------------------------------- |
| Dorsale      | Dorsale di partenza del ciclista | Posizione     | Posizione finale nella classifica generale               |
| Maglia verde | Indica il vincitore della classifica generale                                                                                        | Maglia blu    | Indica il vincitore della classifica dei GPM             |
| Maglia rossa | Indica il vincitore della classifica a punti                                                                                         | Maglia bianca | Indica il vincitore della classifica dei giovani         |
| NP           | Indica un ciclista che non è ripartito in una tappa la mattina                                                                       | R             | Indica un ciclista che si è ritirato in una tappa        |
| FTM          | Indica un ciclista che ha concluso una tappa fuori tempo, ossia ha impiegato più tempo rispetto a quanto stabilito dal tempo massimo | EX            | Corridore escluso per non aver rispettato il regolamento |

## Corridori per nazione
Le nazionalità rappresentate nella manifestazione sono 31; in tabella il numero dei ciclisti suddivisi per la propria nazione di appartenenza:
| Numero ciclisti | Nazione |
| --------------- | --- |
| 25              | Spagna |
| 17              | Slovenia |
| 15              | Italia |
| 10              | Germania |
| 8               | Paesi Bassi |
| 6               | Rep. Ceca |
| 5               | Belgio, Colombia, Gran Bretagna, Norvegia                                                                            |
| 3               | Danimarca, Portogallo                                                                                                |
| 2               | Australia, Austria, Francia, Panama, Svizzera, Ungheria                                                              |
| 1               | Brasile, Cile, Croazia, Eritrea, Grecia, Nuova Zelanda, Russia, Serbia, Slovacchia, Svezia, Taiwan, Ucraina, Uruguay |

### Quadro d'insieme nazionalità e tappe
| Nazione       | Corridori partenti | Corridori arrivati | Tappe vinte           |
| ------------- | ------------------ | ------------------ | --------------------- |
| Australia     | 2                  | 2                  | -                     |
| Austria       | 2                  | 2                  | -                     |
| Belgio        | 5                  | 4                  | -                     |
| Brasile       | 1                  | 1                  | -                     |
| Rep. Ceca     | 6                  | 1                  | -                     |
| Cile          | 1                  | 1                  | -                     |
| Colombia      | 5                  | 2                  | -                     |
| Croazia       | 1                  | 0                  | -                     |
| Danimarca     | 3                  | 1                  | -                     |
| Eritrea       | 1                  | 1                  | -                     |
| Francia       | 2                  | 2                  | -                     |
| Germania      | 10                 | 6                  | -                     |
| Gran Bretagna | 5                  | 5                  | -                     |
| Grecia        | 1                  | 0                  | -                     |
| Italia        | 15                 | 13                 | -                     |
| Norvegia      | 5                  | 5                  | -                     |
| Nuova Zelanda | 1                  | 1                  | -                     |
| Paesi Bassi   | 8                  | 8                  | 2 (Dylan Groenewegen) |
| Panama        | 2                  | 2                  | -                     |
| Portogallo    | 3                  | 3                  | 1 (Ivo Oliveira)      |
| Russia        | 1                  | 1                  | -                     |
| Serbia        | 1                  | 0                  | -                     |
| Slovacchia    | 1                  | 1                  | -                     |
| Slovenia      | 17                 | 16                 | -                     |
| Spagna        | 25                 | 24                 | -                     |
| Svezia        | 1                  | 0                  | -                     |
| Svizzera      | 2                  | 2                  | 1 (Fabio Christen)    |
| Taiwan        | 1                  | 1                  | -                     |
| Ucraina       | 1                  | 1                  | 1 (Kyrylo Tsarenko)   |
| Ungheria      | 2                  | 2                  | -                     |
| Uruguay       | 1                  | 1                  | -                     |
| Totale        | 132                | 109                | 5                     |